# Scuola del Santissimo Sacramento a Dorsoduro
 (juin 2018).
Pour les articles homonymes, voir Scuola del Santissimo Sacramento.
La scuola del Santissimo Sacramento abritait une école de dévotion et de charité sise au campo de Santa Margarita dans le sestiere de Dorsoduro.

## Historique
À côté du clocher central de l'église de Santa Margarita, sur l'emplacement de l'ancienne schola di San Vettor e Santa Margarita, fut construite la schola du Très Saint Sacrament. La porte d'entrée au campo de Santa Margarita, 3430/B est encore visible, avec au-dessus le relief représentant le calice eucharistique, symbole commun du Saint-Sacrement.